# Татарский Шмалак
Татарский Шмалак (тат. Татар Шәмалагы) — село в Павловском районе Ульяновской области.
Административный центр Шмалакского сельского поселения (ранее Татарско-Шмалакский сельсовет).

## География
Село расположено на реке Елань-Кадада, на высоте около 300 метров над уровнем моря. Село окружено полями. Рельеф местности холмистый. Почвы — светло-серые лесные и чернозёмы выщелоченные.
Село расположено примерно в 11 км по прямой в северо-западном направлении от районного центра посёлка городского типа Павловка. По автомобильным дорогам расстояние до районного центра составляет 12 км, до областного центра города Ульяновска — 250 км.

## История
По данным Центрального Государственного Архива древних актов имеются сведения из отказных книг (ф.1335, оп.2, д.1746, л.150) о существовании села Татарский Шмалак в 1651 году, где проживали служивые мурзы (князья) и служивые татары (военно-служивое сословие).
О дате основания села официальных документов найти не предоставляется возможным по причине их гибели во время пожаров в Московском кремле в начале XVIII века.
Высока вероятность того, что село существовало в составе Темниковского княжества (Томэнэр), еще до колонизации края Российским государством.
Первоначально село называлась «Минач Шомалыгы».
«Минач» - это имя служивого мурзы (князя), феодала, владельца поместья.
«Шомалык» - в переводе со старинного тюркско-татарское слова, означает обширную лощину с родниками.
За годы существования название села многократно менялось и искажалось. В разных документах село упоминается как «Минач-Шомалыгы», Минашевка – Шомалак, «Шумалак-Минашевка», «Татарский Шемалак», «Татарский Шумалак», Татарский Шмалак.
В деле прослеживается дальнейшая история села: «1748 года майя 24 дня Пензенского уезда деревни Бекбулатовой новокрещенный из мурз князь Леонтий Иванов сын Латказинов продал майору Федору Ларионову сыну Безобразову в Симбирском уезде в деревне Шемалак … земли 25 четвертей в поле в дву потому ж с лесы с сенными покосы с …усадьбами и с примерного…землею и со всеми угодьи» (там же, л.20). В 1755 г. продано Иваном Яковлевым родственнице Безобразова капитанше Дуровой «в той же деревне Миняшевке Шумалаке тож 50 четвертей, а по плану во владении… состоит одной удобной земли 379 десятин» (там же, 43 об.)
В «Экономических примечаниях к планам генерального межевания по Хвалынскому уезду» за конец XVIII века сообщается: «Деревня Шумалак Меняшевка тож служилых мурз и татар. Селение и дача речки Елань Кадады на правой, оврага пещанного и отвершка безымянного по обе стороны.
Число дворов 46, душ мужского пола 184, душ женского пола 185» (ф.1355, оп.1, д.1365, л.37).
В списке населенных мест Саратовской губернии» за 1859 год упоминается «Татарский Шмалак, деревня казенная при роднике. Число дворов 93. Жители: мужского пола 345, женского пола 349, 2 магометанские мечети, училище (т.ХХХУШ, Сиб., 1862, с.104).
Согласно переписи 1897 года в Шамалаке Татарском проживали 1081 житель (507 мужчин и 574 женщины), все магометане.
Согласно Списку населённых мест Саратовской губернии 1914 года деревня Татарский Шемалак относилась к Безобразовской волости, в деревне проживали преимущественно бывшие государственные крестьяне, татары, составлявшие одно сельское общество, к которому относился 241 двор, в которых проживали 772 мужчины и 777 женщин, не входили в сельское общество 3 двора, 10 мужчин и 11 женщин.
Всего в Татарском Шемалаке проживало 1560 жителей. В населённом пункте имелись 2 мечети и 2 мектебе (начальные школы).
Исходя из вышеизложенного, есть все основания заявить о не менее чем 400-летней истории существования село Татарский Шмалак.

## Население
Динамика численности населения по годам:
| Годы      | 1859 | 1897 | 1911 | 1989 | 2002 |
| --------- | ---- | ---- | ---- | ---- | ---- |
| Население | 694  | 1081 | 1560 | ≈960 | 838  |

| 2010 |
| ---- |
| 833  |

Жители в основном татары (99 %) (2002).

## Инфраструктура
В 1996 г. СПК «Путь вперед» (бывший одноименный колхоз), школа, библиотека, дом культуры, детский сад, отделение связи.

## Религия
Мечети
- Мечеть (1992)

## Достопримечательности
- Памятник-обелиск 56 односельчанам, погибшим в Великой Отечественной войне.
- Общественный краеведческий музей